# Jan Nepomuk Mitrovský
Jan Nepomuk hrabě Mitrovský z Mitrovic a Nemyšle (20. ledna 1757 Brno – 20. května 1799 Brno) byl český přírodovědec, mecenáš přírodovědného bádání, zakladatel moravské vědecké mineralogie, spisovatel, hudební skladatel a jeden z nejvýznamnějších představitelů osvícenství v našich zemích.

## Biografie
Byl jedním z čelných představitelů zednářské lóže „U pravých sjednocených přátel“. Věnoval se i vědecké činnosti v oblasti geologie, mineralogie, balneologie a filosofie dějin. Jeho knihovna v Dolní Rožínce, přenesená v 19. století na hrad Pernštejn, je jednou z nejzajímavějších osvícenských knihoven na Moravě. Roku 1788 se oženil s Antonií („Tony“) z Žerotína (1765–1804), dcerou moravského nejvyššího komořího Josefa Karla ze Žerotína, díky tomu se spříznil s nejznámějšími rody Moravy. Z manželství se narodily tři děti: Adelheid († 1796), Vilém (1789–1857) a Onufria Emma (1799–1871). V Dolní Rožínce přestavěl zámek v klasicistním stylu, v tamním anglickém parku postavil anglické lázně, osvícenský chrámek („Templ“), který se měl stát hrobkou rodu, a řadu dalších drobných staveb. V lese Jívina dal zbudovat umělou zříceninu „gotické“ kaple.
Po smrti byl pohřben i se svou ženou v rožínském Templu, ale po založení hrobky v Doubravníku byla jejich těla převezena tam.